# Nullomer
Ein Nullomer (Kofferwort aus ‚Null-Vorkommen‘ und Oligomer) ist eine kurze DNA-Sequenz, die nicht im Genom einer bestimmten Art vorkommt, obwohl sie theoretisch möglich wäre. Die Funktion dieser „verbotenen“ Sequenzen ist noch unbekannt, möglicherweise sind sie toxisch oder dienen der Erkennung und Beseitigung von Pathogenen.

## Eigenschaften
Nullomere sind, bezogen auf die jeweilige Art, die kürzesten nicht-natürlich vorkommenden DNA-Sequenzen. Bei Bakterien sind manche DNA-Sequenzen toxisch, z. B. das Codon AGA, welches die Aminosäure Arginin codiert und in Bakterien fast nicht verwendet wird (sondern CGA). Es gibt artspezifische Unterschiede in der Codonverwendung. Weiterhin können manche GC-reiche Sequenzen als Sensor für oxidativen Stress dienen, da dort eine Oxidation zu einem Einzelstrangbruch und der Aktivierung der DNA-Reparatur führt.
| Art          | 10bp | 11bp  | 12bp    | 13bp     |
| ------------ | ---- | ----- | ------- | -------- |
| Arabidopsis  | 107  | 23646 | 1167012 | 20237388 |
| C Elegans    | 2    | 7686  | 1152038 | 23339534 |
| Huhn         | 2    | 590   | 131515  | 4722702  |
| Schimpanse   | 0    | 136   | 45938   | 2426474  |
| Kuh          | 0    | 96    | 45060   | 2432554  |
| Hund         | 0    | 40    | 25217   | 1868964  |
| Fruchtfliege | 0    | 206   | 221616  | 12399300 |
| Mensch       | 0    | 80    | 39852   | 2232448  |
| Maus         | 0    | 178   | 54383   | 2625646  |
| Ratte        | 0    | 50    | 30708   | 1933220  |
| Zebrafisch   | 0    | 2     | 15561   | 2469558  |

## Anwendungen
Nullomere werden in der forensischen DNA-Analyse als Marker und interner Standard eingesetzt, da keine Kreuzkontamination aus natürlicher DNA vorkommt.